# Sebastes semicinctus
Sebastes semicinctus är en fiskart som först beskrevs av Charles Henry Gilbert, 1897.  Sebastes semicinctus ingår i släktet Sebastes och familjen kungsfiskar. Inga underarter finns listade i Catalogue of Life.